# شرق القارة القطبية الجنوبية

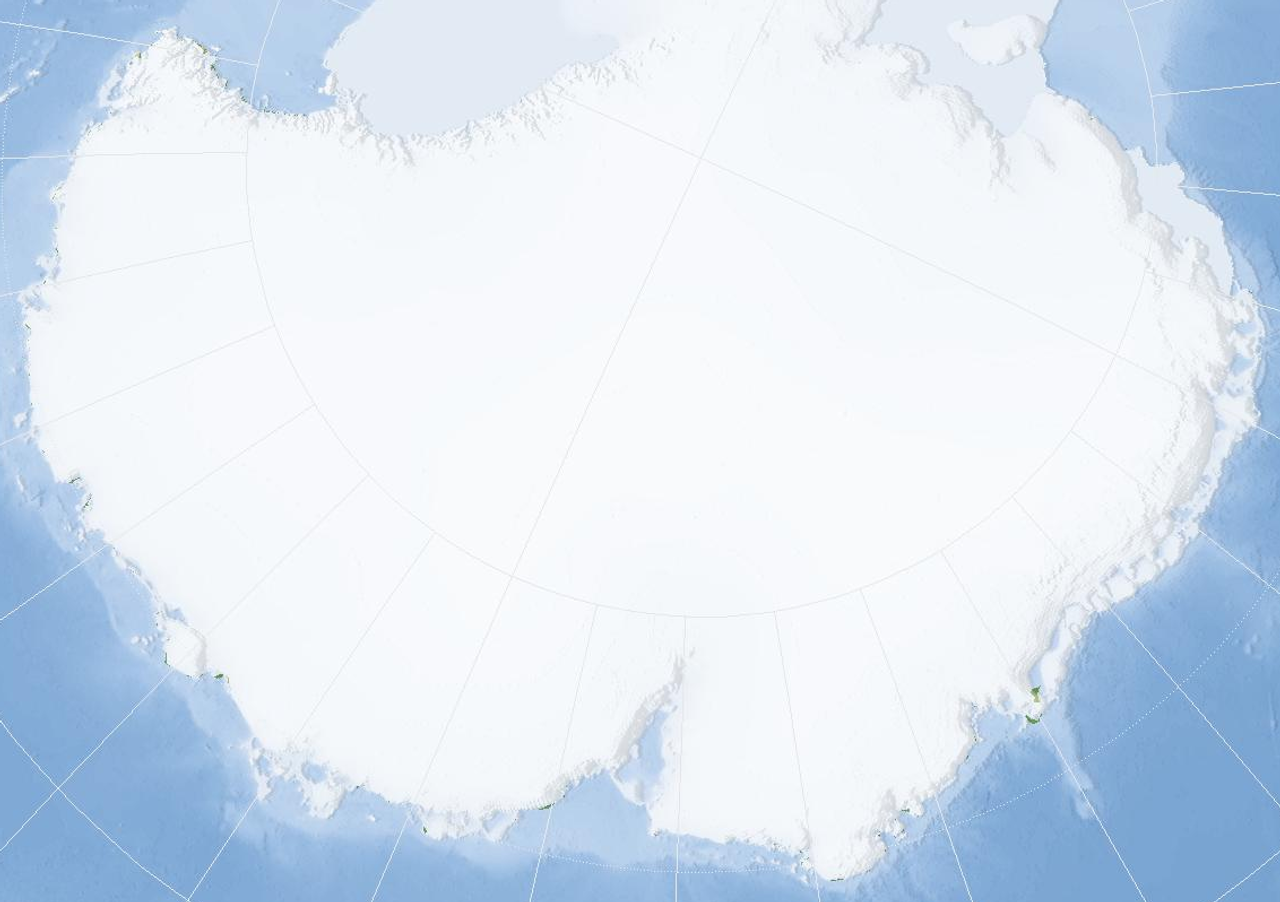
خريطة توضح موقع شرق أنتاركتيكا

 شرق أنتاركتيكا(بالإنجليزية:east antarctica) القارة القطبية الجنوبية العظيمة، تشكل شرق أنتاركتيكا غالبية القارة القطبية الجنوبية إذ تعادل ثلثين حجم القارة، تقع على جانب المحيط الهندي بمحاذات جبال ترإنسانتاركتيكا (Transantarctic)، تتميز شرق أنتاركتيكا بببرودة شديدة جدا وبرياح قوية طوال أيام السنة، وتعد أكبر منطقة منعزلة على وجه الأرض، وهي تضم عددا كبيرا من الجبال العالية.

## الموقع
تغطى شرق أنتاركتيكا بالكامل تقريبا من الجليد وتعتبر أكثر سماكة، وتضم شرق القارة القطبية الجنوبية ما تلي جزيرة كوتس، جزيرة كوين مود، جزيرة انديربي، جزيرة ماك روبرتسون، جزيرة ويلكس، وجزيرة فكتوريا. وكان اسم شرق أنتاركتيكا موجود منذ أكثر من 90 عاما عبر رحلات كل من:(بالش 1902) و(نوردنسكيولد 1905)، ولكن استخدام الاسم أصبح أكبر عندما استخدم الاسم في السنة الجيوفيزيائية الدولية (1957-1958) وعندما تم استكشاف جبال ترإنسانتاركتيكا (Transantarctic), وتم هي هذه الفترة تفصل القارة القطبية لشرق القارة القطبية الجنوبية وغرب القارة القطبية الجنوبية. وتمت الموافقة على اسم شرق أنتاركتيكا من قبل اللجنة الاستشارية لشؤون الأسماء القطب الجنوبي في الولايات المتحدة الأمريكية في عام 1962. وتعد شرق القارة القطبية الجنوبية أعلى جغرافيا من القارة القطبية الجنوبية الغربية، ويعتبر أبرد مكان على وجه الأرض.
النطاقات الثلاثة الكبرى الجبلية في القارة القطبية الجنوبية هي نطاق القارة القطبية الجنوبية الغربية (غرب أنتاركتيكا) ونطاق جبال ترإنسانتاركتيكا (Transantarctic)، ونطاق القارة القطبية الجنوبية الشرقية (شرق أنتاركتيكا). ويعتقد أن هناك نطاق من الطبقة الجليدية تحت القارة يتكون من سلسلة جبال كامبورتسف (Gamburtsev) تعادل حجمها حجم جبال الألب الأوروبية، تشكل وسط القارة القطبية الجنوبية الشرقية النواة الأساسية لموقع الجرف الجليدي لشرق أنتاركتيكا.

## الحياة النباتية والحيوانية

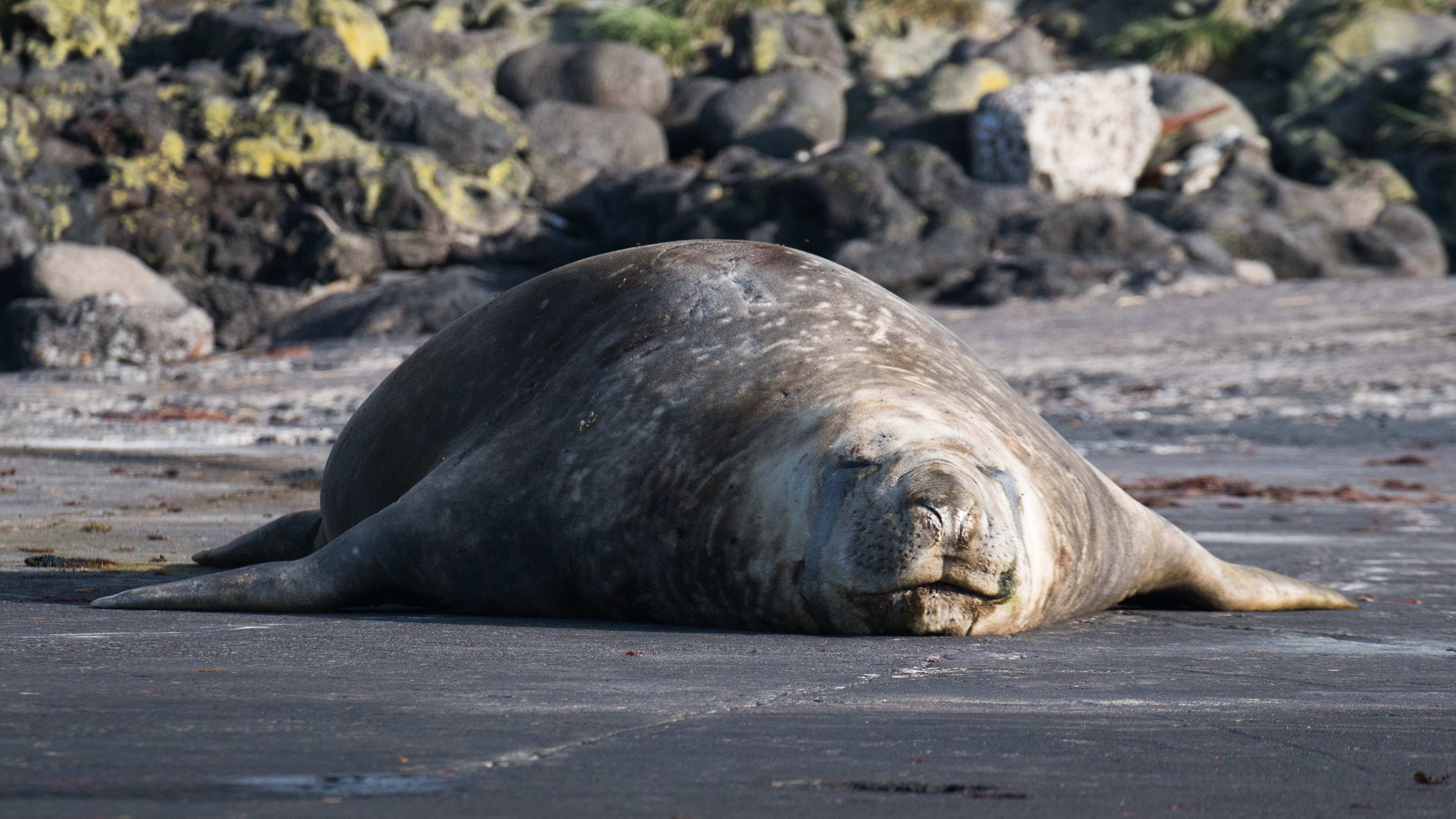
ذكر فقمة الفيل الجنوبي، جزيرة أمستردام، فرنسا

لا تغطي الجليد سوى أماكن قليلة جدا من القارة القطبية الجنوبية الشرقية، والمناطق الصغيرة التي تخلو من الجليد هي: الأودية الجافة الداخلية، وتشكل منطقة التندرا التنوع البيولوجي الموجود في شرق أنتاركتيكا والمعروفه باسم صحراء ماودلانديا والتي تتواجد بعد أرض الملكة مود لاند. الحياة النباتية محدودة للغاية في شرق أنتاركتيكا والتي يمكنها البقاء على قيد الحياة، حيث لا يوجد هناك لا أشجار ولا شجيرات، وأما النباتات التي تتواجد في شرق القارة فتتكون من نباتات الأشنات، والطحالب، التي تكييف مع البرد والرياح. أما السواحل فتعد موطنا لطيور البحر وطيور البطريق والأختام، التي تغذي من المحيط المحاذي لللقارة، بما في ذلك البطريق الإمبراطور. ولا تتواجد حيوانات برية كبيرة في شرق أنتاركتيكا ولكن تتواجد هناك البكتيريا والديدان الخيطية والبرغوث.

## المحافظة على القارة
معظم أجزاء قارة أنتاركتيكا بما في ذلك شرق أنتاركتيكا هي مناطق نائية وشديدة البرودة، ولا تزال حتى الآن لم تفسد بفعل التدخل البشري، وتحمي قارة أنتاركتيكا من قبل نظام معاهدة القطب الجنوبي الذي يمنع التنمية الصناعية في القارة، ويمنع التخلص من النفايات والتجارب النووية فيها.